# Leptychaster anomalus
Leptychaster anomalus är en sjöstjärneart som beskrevs av Fisher 1906. Leptychaster anomalus ingår i släktet Leptychaster och familjen kamsjöstjärnor. Inga underarter finns listade i Catalogue of Life.